# رندستاد
رندستاد (به هلندی: Randstad) شرکت چندملیتی و هلندی کاریابی و مشاور نیروی انسانی است، که دفتر مرکزی آن در شهر دیمن، هلند قرار دارد.
شرکت رندستاد پس از ادکو به‌عنوان دومین شرکت کاریابی و ارائه‌دهنده نیروی انسانی در جهان شناخته می‌شود. این شرکت در سال ۱۹۶۰ توسط فریتس گولدشمدینگ در کشور هلند تأسیس شد و در حال حاضر در بیش از ۴۰ کشور جهان دارای شعبه می‌باشد.
در سال ۲۰۱۱ شرکت رندستاد درآمدی معادل ۱۶ میلیارد یورو کسب نمود، که سود خالص آن بالغ بر ۱۷۹ میلیون یورو بوده‌است. تعداد کارکنان شرکت رندستاد در حدود ۲۸٬۷۰۰ نفر اعلام شده، در حالی که ۵۰۰ هزار نفر از طریق رندستاد در شرکت‌های دیگر مشغول بکار می‌باشند. این شرکت در سطح جهانی دارای ۳۵۶۶ شعبه و در کشور هلند نیز ۱۱۴۵ شعبه را دارا می‌باشد.
بخشی از سهام شرکت رندستاد در بازار بورس اوراق بهادار یورونکست آمستردام معامله می‌شود و جزئی از شاخص آای‌اکس هلند می‌باشد. مؤسس این شرکت فریتس گولدشمدینگ با دارا بودن ۵۰ درصد از سهام شرکت رندستاد، کماکان بزرگترین سهامدار آن محسوب می‌شود. گروه آی‌ان‌جی نیز ۱۵ درصد از سهام رندستاد را در اختیار دارد.